# Le Fidelaire
 Le Fidelaire  là một xã thuộc tỉnh Eure trong vùng Normandie miền bắc nước Pháp.